# ارتور جکسون (تیرانداز ورزشی)
آرتور جکسون (انگلیسی: Arthur Jackson; ۱۵ مهٔ ۱۹۱۸ – ۶ ژانویهٔ ۲۰۱۵) تیرانداز اهل ایالات متحده آمریکا بود.
وی در مسابقات کشوری و بین‌المللی در مجموع برندهٔ ۱۲ مدال طلا، ۲ مدال نقره، ۳ مدال برنز شده‌است.